# Emiliano Zapata, Minatitlán
Emiliano Zapata är en ort i Mexiko.   Den ligger i kommunen Minatitlán och delstaten Veracruz, i den sydöstra delen av landet, 500 km öster om huvudstaden Mexico City. Emiliano Zapata ligger 31 meter över havet och antalet invånare är 317.
Terrängen runt Emiliano Zapata är platt. Runt Emiliano Zapata är det ganska glesbefolkat, med 29 invånare per kvadratkilometer. Närmaste större samhälle är El Macayal, 19,9 km väster om Emiliano Zapata. Omgivningarna runt Emiliano Zapata är en mosaik av jordbruksmark och naturlig växtlighet.